# Christiane Neudecker

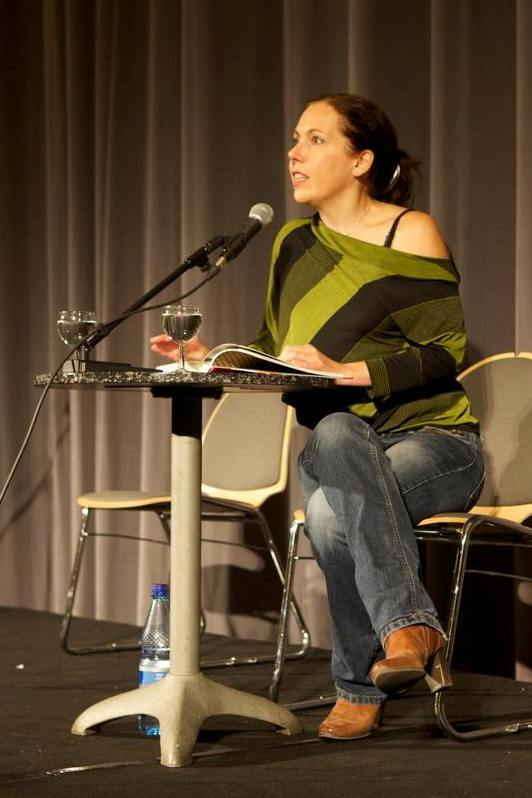
Christiane Neudecker im Babylon 2013

Christiane Neudecker (* 16. März 1974 in Erlangen) ist eine deutsche Schriftstellerin, Librettistin und Regisseurin.

## Leben
Christiane Neudecker wuchs in Nürnberg auf. Sie studierte von 1996 bis 2001 Diplom-Regie an der Hochschule für Schauspielkunst Ernst Busch. Seit 2001 ist sie als Regisseurin und Librettistin Teil des Inszenierungskollektivs phase7 performing.arts. Ihre Romane und Erzählungen erschienen im Luchterhand Literaturverlag. Von ihr verfasste Opern-Libretti wurden u. a. an der Deutschen Oper Berlin, der Semperoper, dem Theater Bielefeld und beim New Vision Arts Festival Hongkong uraufgeführt.

## Werk
Ab 1996 wurden Neudeckers Kurzgeschichten in Literaturzeitschriften und Anthologien veröffentlicht, die in kunstvoll lakonischer Sprache abgründige Seelenzustände und Ängste beschreiben.
In Vaternacht wird der tote Vater einer Ich-Erzählerin in der Begegnung mit einem starren Straßenpantomimen gegenwärtig. Kommt ein Vogel zeigt die Versuchungen einer jungen Frau, die im anonymen Kontakt mit unbekannten Pflegebedürftigen Bestätigung sucht. Die Erzählung Sauerstoff thematisiert das Gefühl von Auslieferung und Entgrenzung in einer medizinischen Überdruckkammer.
Der Erzählband In der Stille ein Klang von 2005 weitet den Horizont zu exotischen, fremdartigen Orten. Die Titelerzählung berichtet vom Scheitern eines deutschen Sounddesigners, der in Dubai für einen Autokonzern arbeitet, von Intrigen heimgesucht wird und am Ende seinen Job verliert.
Im Frühjahr 2008 erschien Christiane Neudeckers Romandebüt Nirgendwo sonst, 2010 die Anthologie Das siamesische Klavier – Unheimliche Geschichten. Der Erzählband wurde mit dem Bayern 2-Wortspielepreis, einem Aufenthaltsstipendium für die Villa Aurora in Los Angeles, sowie dem Phantastik-Preis der Stadt Wetzlar ausgezeichnet. Die im Buch enthaltene Geschichte Wo viel Licht ist kam auf die Shortlist des Ingeborg-Bachmann-Preises 2009.
Ihr 2013 erschienener Roman Boxenstopp spielt in der männerdominierten Welt der Corporate Events und wurde bereits in der Entstehungsphase mit dem Stipendium des Deutschen Literaturfonds ausgezeichnet. Die 2015 erschienene Sommernovelle, eine Coming-of-age-Erzählung, deren Handlung in und um eine Vogelschutzstation auf Sylt situiert ist, wurde als NDR Buch des Monats ausgezeichnet, kam auf die Spiegel-Bestsellerliste und wurde von 29 Kritikern auf die „7 beste Bücher für junge Leser“-Liste des Deutschlandfunks gewählt.
Der in Berlin spielende Theaterroman Der Gott der Stadt wurde bereits im Arbeitsprozess mit mehreren Stipendien ausgezeichnet. Ausgangspunkt der Erzählung über eine Studierendengruppe im Fachbereich Regie an einer fiktiven Berliner Hochschule Mitte der 1990er Jahre ist Georg Heyms gleichnamiges expressionistisches Gedicht Der Gott der Stadt. Der Roman folgt faustischen Motiven, auch Bertolt Brechts Baal-Bearbeitung floss als Motiv ein. Die Studierenden müssen sich eigenen Dämonen und Abgründen stellen. In die Arbeit flossen eigene Erfahrungen Neudeckers aus ihrer Studien- und Theaterzeit ein. Die Premiere fand im Literaturhaus Berlin statt. Carsten Otte bezeichnete die Autorin in einer Besprechung auf SWR Kultur in diesem Werk als „Sprachhexe“.

## Preise und Auszeichnungen
- o. J.  16. Literaturpreis der Nürnberger Kulturläden
- 2003  Alfred-Gesswein-Literaturpreis für Reiseliteratur (2003)
- 2003  Stipendium der Österreichischen Nationalbank im Rahmen des 7. Klagenfurter Literaturkurses
- 2006  Förderpreis des Wolfram-von-Eschenbach-Preises des Bezirks Mittelfranken
- 2009  Förderpreis zum August-Graf-von-Platen-Preis für Nirgendwo sonst
- 2009  Förderpreis der Stadt Nürnberg
- 2010: Bayern 2-Wortspiele-Preis
- 2010: Phantastik-Preis der Stadt Wetzlar für den Erzählungsband Das siamesische Klavier.
- 2014: Hertha-Koenig-Förderpreis[4]
- 2015: NDR Buch des Monats für Sommernovelle
- 2019: Theodor-Storm-Schreiberin

Für „Der Gott der Stadt“ (2019) wurde sie mit 4 Stipendien ausgezeichnet und kam auf die Shortlist des Uwe-Johnson-Preises.

## Bücher
- In der Stille ein Klang. Sammlung Luchterhand, München 2005, ISBN 978-3-630-62077-0.
- Nirgendwo Sonst. Luchterhand Literaturverlag, München 2008. ISBN 978-3-630-87277-3.
- Das siamesische Klavier. Unheimliche Geschichten, Luchterhand Literaturverlag, München 2010, ISBN 978-3-630-87313-8.
- Boxenstopp. Luchterhand Literaturverlag, München 2013, ISBN 978-3-630-87317-6.
- Sommernovelle, Luchterhandverlag, München 2015, ISBN 978-3-630-87459-3.
- Der Gott der Stadt. Luchterhand Literaturverlag, München 2019, ISBN 978-3-630-87566-8.

## Libretti
- 2014: Himmelsmechanik – eine Entortung, Komposition: Mauricio Kagel, mit phase7.performing arts für die Deutsche Oper Berlin
- 2022: Chasing Waterfalls, Komposition: kling klang klong, mit phase7.performing arts für die Semperoper Dresden
- 2022: Berlin Alexanderplatz, Komposition: Vivan und Ketan Bhatti, Oper Bielefeld